# Vigintillón
Un vigintillón, en la escala numérica larga usada tradicionalmente en  español, equivale a 10120, esto es un millón de novendecillones:
| {\displaystyle un\;vigintill{\acute {o}}n=10^{120}} {\displaystyle un\;vigintill{\acute {o}}n=(1\,000\,000)^{20}} {\displaystyle un\;vigintill{\acute {o}}n=\scriptstyle \ 1\;000\;000\;000\;000\;000\;000\;000\;000\;000\;000\;000\;000\;000\;000\;000\;000\;000\;000\;000\;000\;000\;000\;000\;000\;000\;000\;000\;000\;000\;000\;000\;000\;000\;000\;000\;000\;000\;000\;000\;000\,} |

Esta palabra no es de uso corriente y no aparece en el Diccionario de la Real Academia ni en el Diccionario de uso del español de María Moliner.
Se calcula que el número de juegos de ajedrez posibles, denominado número de Shannon, está entre 10120 y 10123, es decir, entre un vigintillón y mil vigintillones.